# Broughton (Hampshire)
Broughton – wieś w Anglii, w hrabstwie Hampshire, w dystrykcie Test Valley. Leży 14 km na zachód od miasta Winchester i 111 km na południowy zachód od Londynu.